# Moinhos da Gândara
Moinhos da Gândara is een plaats (freguesia) in de Portugese gemeente Figueira da Foz en telt 1620 inwoners (2006).